# Siedlung Berna
Die Siedlung Berna ist ein Quartier der Stadt Bern. Es gehört zu den 2011 bernweit festgelegten 114 gebräuchlichen Quartieren und liegt im Stadtteil IV Kirchenfeld-Schosshalde, dort im statistischen Bezirk Beundenfeld. Es bildet im Osten die Stadtgrenze zu Ostermundigen an der Bahnlinie Bern–Thun und grenzt ausserdem an die Grosse Allmend und die Kleine Allmend.
Im Jahr 2022 lebten im Quartier 318 Einwohner, davon 238 Schweizer und 80 Ausländer.
Die Wohnbebauung besteht aus Ein- und Mehrfamilienhäusern. Die Buslinie 44 der RBS verbindet die Siedlung mit Bolligen und Ostermundigen und weiter nach Gümligen.